# Girls Taking Time Checks
Girls Taking Time Checks er en amerikansk stumfilm fra 1904.